# موسكوفسكي
موسكوفسكي (بالروسية: Московский) هي إحدى مدن روسيا في الكيان الفدرالي الروسي موسكو أوبلاست.